# Блатец (община Виница)
Блатец (макед. Блатец) — село в Республика Северная Македония, входит в общину Виница.
Село расположено к юго-востоку от административного центра общины — города Виница в горном массиве Плачковица, высота над уровнем моря — 647 м.

## История
В XIX веке Блатец имел смешанное население: в основном болгары (македонцы) и турки, в 1900 году здесь было 4040 жителей, из которых 960 болгары-христиане, 3000 турок и 80 цыган. В 1905 году в селе было 1120 прихожан церкви Болгарской екзархии и было болгарское училище.
С 1994 года до 2002 года Блатец был центром сельской общины «Блатец».

## Достопримечательности
В окрестностях Блатца имеется множество археологических памятников, в том числе: Грамади — селище с некрополем римской эпохи; Ирин-Дол — римское захоронение; Калайджиево — селище и захоронение римской эпохи; Кале — городище римской эпохи; Моймия — античное поселение; Рачи-Брдо — римское захоронение; Света-Неделя — римское захоронение; Селище — поселение римской эпохи; Црквище — поселение римской эпохи; Чуката — римское захоронение.

## Люди, связанные с селом
Здесь в 1924 году родился македонский философ Митко Илиевски.
Здесь в 1961 году родился Архимандрит Мефодий (в миру Ве́нко Пе́тров).